# Болатице
Болатице (чеш. Bolatice) је насељено мјесто са административним статусом сеоске општине (чеш. obec) у округу Опава, у Моравско-Шлеском крају, Чешка Република.

## Становништво
Према подацима о броју становника из 2014. године насеље је имало 4.441 становника.